# Amélie de Bavière
 (janvier 2020).
Si vous disposez d'ouvrages ou d'articles de référence ou si vous connaissez des sites web de qualité traitant du thème abordé ici, merci de compléter l'article en donnant les références utiles à sa vérifiabilité et en les liant à la section « Notes et références ».
Titre
Reine de Saxe
9 août 1854 – 29 octobre 1873
(19 ans, 2 mois et 20 jours)
Amélie de Bavière, née le 13 novembre 1801 à Munich (électorat de Bavière), morte le 8 novembre 1877 à Dresde (royaume de Saxe), épouse en 1822 le prince Jean de Saxe, second fils du prince Maximilien et neveu du roi Frédéric-Auguste Ier. Elle devient reine de Saxe en 1854 quand son mari succède à son frère.

## Biographie
Elle est la fille de Maximilien Ier de Bavière et de sa deuxième épouse Caroline de Bade.
Amélie de Bavière épouse en 1822 Jean Ier de Saxe.
Neuf enfants naissent de cette union, mais six d'entre eux meurent dans la fleur de l'âge :
- Marie de Saxe (Dresde, 22 janvier 1827 - Dresde, 8 octobre 1857) morte célibataire et sans enfants ;
- Albert Ier (Dresde, 23 avril 1828 - Sibyllenort, 19 juin 1902) qui lui succède ; il épouse en 1853 Carola de Vasa (1833 - 1907), fille de Gustave de Suède, petite-fille de Gustave IV Adolphe (sans postérité) ;
- Élisabeth de Saxe (Dresde, 4 février 1830 - Stresa, 14 août 1912) ; elle épouse en 1850 Ferdinand de Savoie, duc de Gênes (1822 - 1854) (dont postérité), veuve, elle épouse en 1856 Niccolo, marquis de Rapallo (1825 - 1882) (sans postérité) ;
- Ernest de Saxe (Friedrich August Ernst) (Dresde, 5 avril 1831 - Weesenstein, 12 mai 1847) mort célibataire et sans enfants ;
- Georges Ier (Pillnitz, 8 août 1832 - Pillnitz, 15 octobre 1904) qui succède à son frère aîné ; il épouse en 1859 Marie-Anne de Portugal (1843 - 1884), fille de Marie II (dont postérité) ;
- Sidonie de Saxe (Maria Sidonia) (Pillnitz, 16 août 1834 - Dresde, 1er mars 1862) morte célibataire et sans enfants ;
- Anne Marie de Saxe (Dresde, 4 janvier 1836 - Naples, 10 février 1859) ; elle épouse en 1856 Ferdinand IV, grand-duc de Toscane (1835 - 1908) (dont postérité) ;
- Marguerite de Saxe (Dresde, 24 mai 1840 - Monza, 15 septembre 1858) ; elle épouse en 1856 Charles-Louis d’Autriche, archiduc d'Autriche (1833 - 1896), frère de l'empereur François-Joseph Ier (sans postérité) ;
- Sophie de Saxe (Dresde, 15 mars 1845 - Munich, 9 mars 1867) ; elle épouse en 1865 Charles-Théodore en Bavière, duc en Bavière (1839 - 1909), fils de Maximilien en Bavière, frère d'Élisabeth de Wittelsbach dite « Sissi » (postérité).